# Comisión Investigadora sobre la criptomoneda $LIBRA
La Comisión Investigadora sobre la criptomoneda $LIBRA, conocido como Caso Libra o Cryptograte es un comité de investigación a cargo del Congreso de la Nación Argentina hacia el escándalo político iniciado el 14 de febrero de 2025 por el presidente de Argentina, Javier Milei.

## Citados
Miembros del gobierno nacional citados a declarar en la comisión investigadora:
- Guillermo Francos como Jefe de Gabinete de Ministros de la Nación Argentina.
- Luis Caputo como Ministro de Economía de la Nación Argentina.
- Mariano Cúneo Libarona como Ministro de Justicia de la Nación Argentina.